# جام کانادا (فوتبال)
جام کانادا (انگلیسی: Canada Cup) یا جام افرا، تورنمنت بین‌المللی فوتبال مردان بود که به میزبانی ورزشگاه کامنولث (ادمونتون) در ادمونتون، آلبرتا کشور کانادا برگزار می‌شد. دو دوره از این مسابقات برگزار شد، یکی در سال ۱۹۹۵ و دیگری در سال ۱۹۹۹.
تیم ملی فوتبال ایران در مسابقات جام کانادا ۱۹۹۹ به نایب قهرمانی دست‌ یافت.

## نتایج

### جام کانادا ۱۹۹۵
- اول:  شیلی
- دوم:  کانادا
- سوم:  ایرلند شمالی

### جام کانادا ۱۹۹۹
- اول:  اکوادور
- دوم:  ایران
- سوم:  کانادا
- چهارم:  گواتمالا